# Gavril Donca
Gavril Donca (n. 1863, Dindești, Județul Sălaj – d. 1926) a fost un deputat în Marea Adunare Națională de la Alba Iulia, organismul legislativ reprezentativ al „tuturor românilor din Transilvania, Banat și Țara Ungurească”, cel care a adoptat hotărârea privind Unirea Transilvaniei cu România, la 1 decembrie 1918.

## Activitate politică
Gavril Donca a participat la Adunarea de la Alba Iulia din 1 decembrie 1918, în calitate de delegat, reprezentând comuna Dindești, din comitetul plasei Carei.